# Dyniwzi
Dyniwzii (ukrainisch Динівці; russisch Диновцы Dinowzy, rumänisch Dinăuți) ist ein Dorf in der ukrainischen Oblast Tscherniwzi mit etwa 3100 Einwohnern (2004).

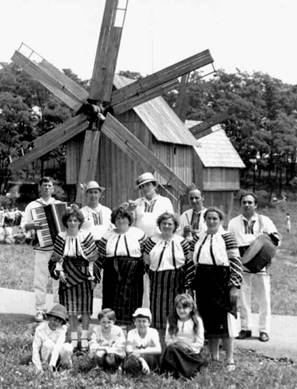
Windmühle in Dyniwzi

Das 1437 erstmals erwähnte Dorf im Norden Bessarabiens liegt an der Fernstraße N 03 13 km nördlich vom ehemaligen Rajonzentrum Nowoselyzja und 35 km östlich vom Oblastzentrum Czernowitz.
Am 12. Juni 2020 wurde das Dorf ein Teil der Stadtgemeinde Nowoselyzja im Rajon Nowoselyzja, bis dahin bildete es die Landratsgemeinde Dyniwzi (Диновецька сільська рада/Dynowezka silska rada) im Osten des Rajons.
Seit dem 17. Juli 2020 ist der Ort ein Teil des Rajons Tscherniwzi.